# サステナブルファッション
サステナブルファッション（英: Sustainable fashion）とは、衣服の生産から着用、 廃棄に至るプロセスにおいて将来にわたり持続可能であることを目指し、 生態系を含む地球環境や関わる人・社会に配慮した取り組みのこと。

## 概説
大量生産・大量消費・大量廃棄からの脱却と環境負荷を考慮した持続可能なファッション産業の実現が課題になっている。

### 環境負荷
日本国内で一年間に供給される衣服は約35億着で、原材料の調達から製造段階までに9,500万トンの二酸化炭素が排出されている。一着の衣服を生産するのに排出される二酸化炭素は約27kgであり、500mlのペットボトル約255本製造分に相当する。また、原材料となる綿栽培などに使われる水の消費量は83億立方メートルで、一着当たり約2,300Lであり、浴槽11杯分相当と推計されている。
そのため、ファッション産業は、人間の活動によって排出される二酸化炭素量の10％を排出し、2番目に水を多く消費する産業である。

### 大量生産・大量消費・大量廃棄
日本国内における衣服の供給数は増加する一方で、一着あたりの価格は年々安くなり、市場規模は縮小している。よって、大量生産、大量消費が拡大し、衣服の購入から廃棄までの短期化による大量廃棄の流れが起きており、一人あたり年間約18枚を購入し、一回も着用されない衣服が25枚ある。手放される衣服の65%に当たる51万トンが廃棄され、古着などのリユースやリサイクルは計35％にとどまる。

## 取り組み

### 持続可能な原材料
オーガニックコットンやリサイクルデニム、リサイクルポリエステル、植物由来の染料などの環境に配慮した持続可能性に優れる原材料を採用する。

### 繊維材料のリサイクル
単一材料ではない混紡繊維の衣類はその繊維材料ごとの分離が困難なためリサイクルが容易ではないが、2024年大阪大は綿とポリエステルの混紡衣料をマイクロ波処理することでそれぞれの繊維材料を分離する技術を開発した。5年後ころの実用化を目指すとしている。

### 環境省の資料
- 丁寧な服作りによる衣類ライフサイクルの長寿化に向けた取組事例（PDF） - 環境省（インターネットアーカイブ）
- リペアを通じて顧客接点を拡大した新たな価値作りの取組事例（PDF） - 環境省（インターネットアーカイブ）
- 海洋環境への影響が懸念されるマイクロプラスチックの排出削減の取組事例（PDF） - 環境省（インターネットアーカイブ）
- 消費を制限させつつ服との新たな出会いを誘発させるシェアリングサービスの取り組み事例（PDF） - 環境省（インターネットアーカイブ）
- デッドストック品を活用した展示・販売の取組事例（PDF） - 環境省（インターネットアーカイブ）
- サステナブルファッションの認知度向上に向けた取組事例（PDF） - 環境省（インターネットアーカイブ）
- 適正在庫とアップサイクルによる大量廃棄問題の解決に向けた取組事例（PDF） - 環境省（インターネットアーカイブ）
- セールを前提とした商品企画を行わず商品サイクルの長期化に取り組む事例（PDF） - 環境省（インターネットアーカイブ）
- Higg Indexを活用したサステナビリティに関するサプライチェーンの透明性を向上させる取り組み事例（PDF） - 環境省（インターネットアーカイブ）
- オーガニックコットンに関する取組事例（PDF） - 環境省（インターネットアーカイブ）
- ペットボトルを原料とした繊維素材への再生利用の取組事例（PDF） - 環境省（インターネットアーカイブ）
- カーボンフットプリントを表示した製品販売の取組事例（PDF） - 環境省（インターネットアーカイブ）
- デニム裁断屑を再利用したアップサイクルへの取組事例（PDF） - 環境省（インターネットアーカイブ）
- 自治体と連携した古着回収＆リサイクルの取組事例（PDF） - 環境省（インターネットアーカイブ）
- 服から服をつくる衣類のサーキュラー・エコノミーへの取組事例（PDF） - 環境省（インターネットアーカイブ）
- 繊維くずや使用済み衣料から新しい衣料を製造する取組事例（PDF） - 環境省（インターネットアーカイブ）